# Kramfors statliga allmänna gymnasium och realskola
Kramfors statliga allmänna gymnasium och realskola var ett läroverk i Kramfors verksamt från 1922 till 1968.

## Historia
En högre folkskola (Gudmundrå..) etablerades 1879. Den ombildades 1922 till en kommunal mellanskola som ombildades 1931-34 till en samrealskola, från 1958 med ett kommunalt gymnasium. Namnet Gudmundsrå byttes mot Kramfors i början av 1950-talet
Skolan ombildades 1963 till Kramfors statliga allmänna gymnasium och realskola. Skolan kommunaliserades 1966 och gymnasiet övergick till Ådalsskolan 1968. Den äldre skolbyggnaden är riven och på dess plats finns nu Räddningsverket, Vallen. Studentexamen gavs från 1961 till 1968 och realexamen från 1922 till 1970.